# Église de Raahe
L’église de  Raahe (finnois : Raahen kirkko) est une église luthérienne  située à  Raahe en Finlande,.

## Description

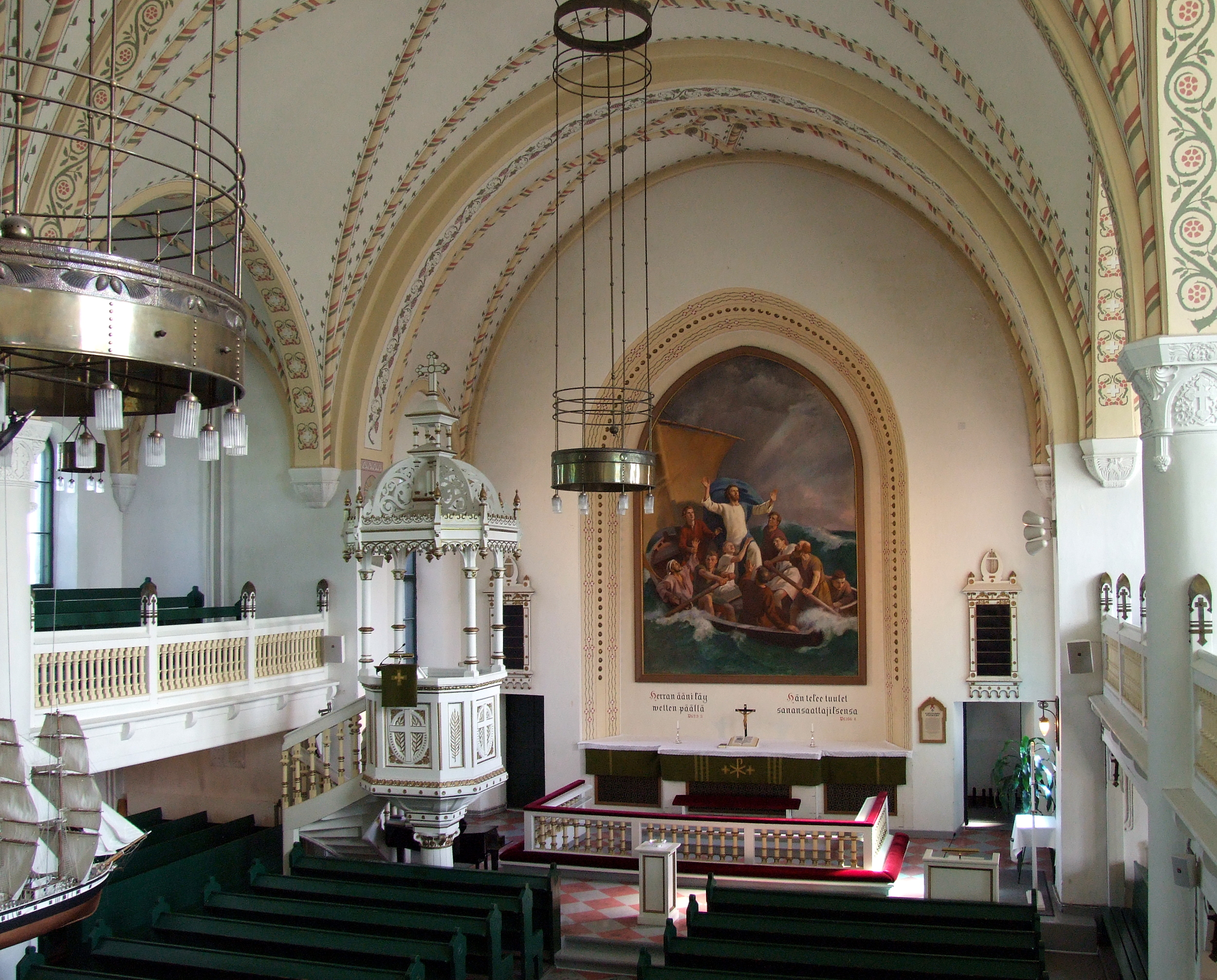
L'intérieur de l'église.

L'église en tuiles de granit conçue par l’architecte Josef Stenbäck est construite de 1909 à 1912 .
Elle est de  style Jugend. 
Son clocher fait 52 m de haut. L'église peut accueillir 1000 personnes.
Les orgues à 39 jeux de la fabrique d'orgues de Kangasala datent de 1970. 
Le retable représentant Jésus dans la tempête est peint par Eero Järnefelt en 1926.